# كفر إسماعيل
كفر إسماعيل إحدى قرى مركز زفتى التابع لمحافظة الغربية بجمهورية مصر العربية. أصله من توابع سنبو الكبرى ثم فصل عنها سنة 1231 هـ.

## السكان
بلغ عدد سكان كفر إسماعيل 1160 نسمة حسب تقدير عام 2018.
| السنة  | 1882 | 1897 | 1907 | 1927 | 1947 | 1960 | 1976 | 1986 | 1996 | 2006  | 2018 |
| ------ | ---- | ---- | ---- | ---- | ---- | ---- | ---- | ---- | ---- | ----- | ---- |
| القرية | 434  | 505  | 589  | 730  | 668  | 739  | 927  | 1107 | 1043 | 1,220 | 1160 |